# 人文科学現代大学
人文科学現代大学（じんぶんかがくげんだいだいがく、英語: Modern University for the Humanities、公用語表記: Современная гуманитарная академия）は、ロシア、モスクワに本部を置くロシアの私立大学。1992年創立、1992年大学設置。大学の略称は(СГА)。
学生数約140000人。

## 概要
遠隔教育を行っている大学であり、ロシア、アルメニア、ベラルーシ、カザフスタン、キルギスタン、モルドヴァ、タジキスタン、ウズベキスタン、ウクライナ、グルジア、ベトナム、イスラエル、中華人民共和国、ペルー、チェコに学習センターを設置しており、総計140000人という多大な学生数を抱えている。
日本には学習センターが無いため、教育を受けることはできない。